# Albert Ejupi
Albert Ejupi, född 28 augusti 1992 i Stockholm, är en svensk fotbollsspelare som spelar för IK Oddevold

## Karriär
Den 8 december 2017 värvades Ejupi av Varbergs BoIS. Han gjorde sin Superettan-debut den 3 april 2018 i en 2–0-förlust mot Örgryte IS. I december 2019 förlängde Ejupi sitt kontrakt med ett år. Efter säsongen 2020 lämnade han klubben. I mars 2021 återvände Ejupi dock till Varbergs BoIS och skrev på ett nytt ettårskontrakt.
Den 10 mars 2022 värvades Ejupi av Helsingborgs IF. Den 10 juni 2022 blev Ejupi klar för österrikiska TSV Hartberg, där han skrev på ett tvåårskontrakt.Den 10 juli 2025 värvades Ejupi av IK Oddevold.